# اویناتز اولیستا
اویناتز اولیستا (انگلیسی: Oinatz Aulestia؛ زادهٔ ۲۳ مارس ۱۹۸۱) بازیکن فوتبال اهل اسپانیا است.
از باشگاه‌هایی که در آن بازی کرده‌است می‌توان به باشگاه فوتبال کادیس، باشگاه فوتبال رئال اویدو، باشگاه فوتبال اتلتیک بیلبائو بی، و باشگاه فوتبال هرکولس اشاره کرد.